# Allen (Nebraska)
Allen es una villa ubicada en el condado de Dixon en el estado estadounidense de Nebraska. En el Censo de 2010 tenía una población de 377 habitantes y una densidad poblacional de 391,29 personas por km².

## Geografía
Allen se encuentra ubicada en las coordenadas 42°24′52″N 96°50′36″O / 42.41444, -96.84333. Según la Oficina del Censo de los Estados Unidos, Allen tiene una superficie total de 0.96 km², de la cual 0.96 km² corresponden a tierra firme y (0%) 0 km² es agua.

## Demografía
Según el censo de 2010, había 377 personas residiendo en Allen. La densidad de población era de 391,29 hab./km². De los 377 habitantes, Allen estaba compuesto por el 98.14% blancos, el 0.27% eran afroamericanos, el 0% eran amerindios, el 0.27% eran asiáticos, el 0% eran isleños del Pacífico, el 1.33% eran de otras razas y el 0% pertenecían a dos o más razas. Del total de la población el 3.45% eran hispanos o latinos de cualquier raza.